# فراری (مجموعه تلویزیونی ۱۹۶۳)
فراری (انگلیسی: The Fugitive) یک مجموعه تلویزیونی درامِ آمریکایی است که از سال ۱۹۶۳ تا ۱۹۶۷ میلادی در ۴ فصل و ۱۲۰ قسمت، از شبکهٔ ای‌بی‌سی به روی آنتن رفت.
سه فصل اول این سریال، سیاه‌وسفید و فصل آخر آن به طریقهٔ رنگی تصویربرداری شده بود. این مجموعه، نامزدِ دریافتِ ۵ جایزه امی بود که در سال ۱۹۶۶ میلادی، برندهٔ «جایزهٔ امی بهترین سریال درام تلویزیونی» شد.
در سال ۲۰۰۲ میلادی، مجلهٔ تی‌وی گاید آن را در رتبهٔ سی و ششم از ۵۰ مجموعه تلویزیونیِ برتر در تمام اعصار جای داد و در سال ۲۰۱۳ میلادی نیز، شخصیت «مرد یک دست» را پنجمین شخصیت منفی و منفور در تمامِ دوران معرفی کرد.
این مجموعه تلویزیونی، در سال‌های ۱۳۵۰ تا ۱۳۵۵ خورشیدی، با دوبلهٔ فارسی از تلویزیون ملی ایران پخش شد.